# Загін 10 з Наварон
«Загін 10 з Наварон» (англ. Force 10 from Navarone) — драма 1978 року. Екранізація однойменного роману Алістера Макліна.

## Сюжет
Продовження фільму «Гармати острова Наварон».